# STS-62

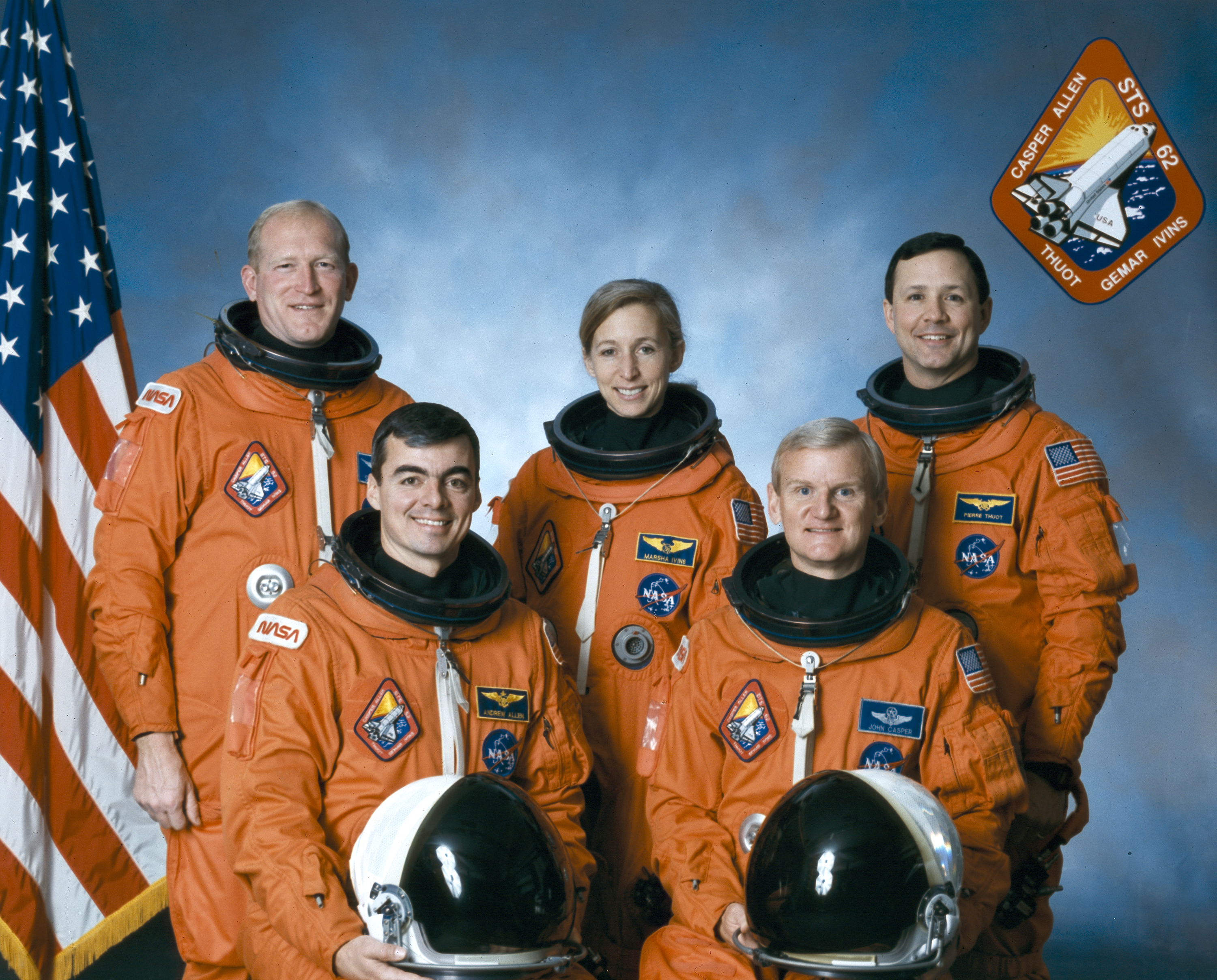
Екіпаж STS-62:Зліва направо — Cтоять: Гемар, Айвінс, Туот; Сидять: Аллен, Каспер

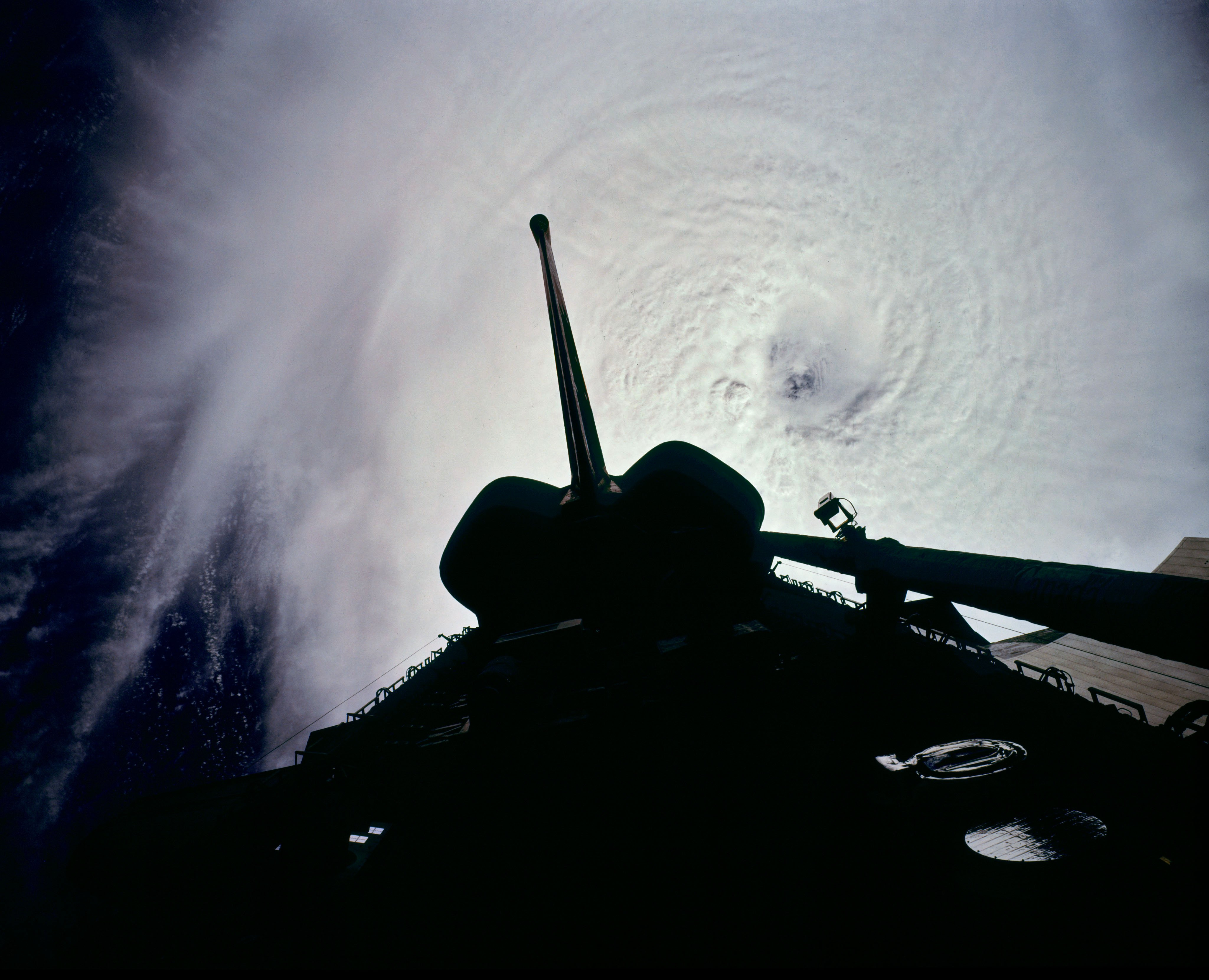
Шатл над тайфуном «Оуен»

STS−62 — 61-й старт у рамках програми «Спейс Шаттл» і 16-й космічний політ шатла «Колумбія», здійснений 4 березня 1994 року. Продовження медико-біологічних досліджень та астрономічних спостережень. Астронавти провели в космосі близько 14 днів і успішно приземлилися на авіабази Едвардс 18 березня 1994 року.

## Екіпаж
- Джон Каспер (англ. John Howard Casper) (3) — командир корабля
- Ендрю Аллен (2)
- Пьерр Туот (3) — фахівець польоту.
- Чарльз Ґемар (3) (англ. Charles Donald "Sam" Gemar)
- (НАСА): Марша Айвінс (англ. Marsha Sue Ivins) (3)